# ENI de Labé
L'ENI de Labé ou Ecole normale des instituteurs de Labé est un établissement d'enseignement général public de Guinée, situé à Kouroula1 dans la préfecture de Labé, au nord du pays,.
Placé sous la tutelle du ministère de l'Enseignement supérieur et de la Recherche scientifique.

## Localisation
L'ENI de Labé est situé à Kouroula1, un quartier de la ville de Labé. Composer d'un bâtiments pour les salles de cours et une pour la direction de l'établissement.

## Programmes
L'IST de Labé propose seulement le programme de l'enseignement générale.